# 孫加羅科查湖
3°49′22″S 73°21′37″W / 3.82278°S 73.36028°W
孫加羅科查湖（西班牙語：Lago Zungarococha），是秘魯的湖泊，位於該國東北部洛雷托大區，由邁納斯省的聖胡安包蒂斯塔區負責管轄，處於伊基托斯西南面。